# Ordinul „Pentru serviciu adus patriei în forțele armate” (Transnistria)

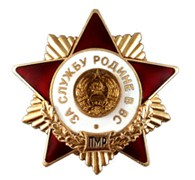
Ordinul "Pentru serviciu adus patriei în forţele armate" clasa I

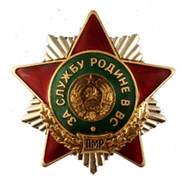
Ordinul "Pentru serviciu adus patriei în forţele armate" clasa a II-a

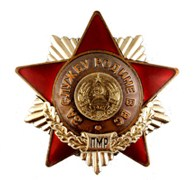
Ordinul "Pentru serviciu adus patriei în forţele armate" clasa a III-a

Ordinul "Pentru serviciu adus patriei în forțele armate" (în rusă Орден "За службу Родине в Вооруженных Силах Приднестровской Молдавской Республики") este una dintre decorațiile auto-proclamatei Republici Moldovenești Nistrene. El a fost înființat prin decretul nr. 43 al președintelui RMN, Igor Smirnov, din data de 16 februarie 1996 și acordat pentru merite deosebite în crearea și dezvoltarea forțelor armate, întărirea capacității de a apărare a republicii, merite în conducerea trupelor, pentru curaj și dăruire în îndeplinirea sarcinilor militare.

## Statut
1. Ordinul "Pentru serviciu adus patriei în forțele armate ale Republicii Moldovenești Nistrene" este cea mai înaltă decorație militară a auto-proclamatei Republici Moldovenești Nistrene și se acordă pentru merite deosebite în crearea și dezvoltarea forțelor armate, întărirea capacității de a apărare a republicii, merite în conducerea trupelor, pentru curaj și dăruire în îndeplinirea sarcinilor militare. 
2. Sunt decorați cu Ordinul "Pentru serviciu adus patriei în forțele armate ale Republicii Moldovenești Nistrene" ofițeri care s-au distins în serviciul militar din cadrul forțelor armate, instructori militari și organe ale Ministerului Justiției, Apărării, Afacerilor Interne și Securității Naționale ale Republicii Moldovenești Nistrene, precum și conducătorii militari ai Brigăzii cazacilor de la Marea Neagră.
3. Acordarea Ordinului "Pentru serviciu adus patriei în forțele armate ale Republicii Moldovenești Nistrene" se efectuează:
a) pentru rezultate excepționale în activitatea militară;
b) pentru îndeplinirea cu succes a misiunilor speciale de comandă;
c) pentru abilități deosebite la comanda trupelor, curaj și dăruire, dovedite în timpul îndeplinirii sarcinilor militare; 
d) pentru alte servicii aduse Republicii Moldovenești Nistrene în perioada efectuării serviciului în cadrul forțelor armate.
4. Ordinul "Pentru serviciu adus patriei în forțele armate ale Republicii Moldovenești Nistrene" are trei clase:
- clasa I;
- clasa a II-a;
- clasa a III-a.

Clasa I este cel mai înalt grad al ordinului. Acordarea ordinului are loc consecutiv: clasa a III-a, clasa a II-a și clasa I. Dacă persoana respectivă deține deja Ordinul "Pentru serviciu adus patriei în forțele armate ale URSS" clasa a III-a sau clasele a III-a și a II-a, atunci i se poate conferi direct clasa superioară a ordinului Republicii Moldovenești Nistrene (clasa a II-a sau clasa I, după caz).
Acordarea unei alte clase a Ordinului "Pentru serviciu adus patriei în forțele armate ale Republicii Moldovenești Nistrene" nu este posibilă mai devreme de cinci ani de la decorarea anterioară, cu excepția acordării decorației pentru îndeplinirea de fapte de eroism, curaj deosebit și vitejie.
5. Ordinul "Pentru serviciu adus patriei în forțele armate ale Republicii Moldovenești Nistrene" se poartă pe partea dreaptă a pieptului, iar când deținătorul are și alte decorații, el este plasat înaintea acestora.

## Descriere
Ordinul "Pentru serviciu adus patriei în forțele armate ale Republicii Moldovenești Nistrene" are o formă de stea cu cinci colțuri, ale căror raze cunt acoperite cu smalț roșu-rubiniu. În mijlocul stelei se află înscris un cerc, în centrul căruia este imprimată în relief stema Republicii Moldovenești Nistrene. Stema este înconjurată de un cerc cu inscripția: "За службу Родине в ВС". Sub cerc, pe raza de jos a stelei se află două ramuri simetrice de frunze de stejar, unite în partea de jos printr-o placă cu inscripția de culoare neagră "ПМР".
Steaua este suprapusă pe o bază plată, executată în formă de stea cu cinci colțuri și cu raze convexe și divergente de culoare aurie. Razele bazei sunt situate între rezele stelei roșii-rubinii.
Ordinul clasa a III-a are bază, medalion, stea roșu-rubinie, stemă și litere cu inscripția "За службу Родине в ВС" înscrise într-un cerc de culoare argintiu înschisă.
Ordinul clasa a II-a are bază, medalion, stea roșu-rubinie, stemă și litere cu inscripția "За службу Родине в ВС" înscrise într-un cerc cu smalț verde-înschis, cu margini de culoare aurie.
Ordinul clasa a I-a are bază, medalion, stea roșu-rubinie, stemă și litere cu inscripția "За службу Родине в ВС" înscrise într-un cerc cu smalț alb, cu margini de culoare aurie.
Pe reversul stelei se află gravat numărul individual al ordinului și ac de oțel pentru prinderea decorației de haine. 
Bareta Ordinului "Pentru serviciu adus patriei în forțele armate ale Republicii Moldovenești Nistrene" este de mătase de culoare galbenă cu o lungime de 24 mm, având benzi longitudinale de culoare verde-închis în mijloc: pentru clasa I - una, cu o lățime de 6 mm, pentru clasa a II-a - două, cu o lățime de 3 mm fiecare, pentru clasa a III-a - trei, cu o lățime de 2 mm fiecare. În partea stângă a baretei se află trei benzi cu o lățime de 2 mm fiecare în culorile steagului național al Republicii Moldovenești Nistrene - două roșii și una verde între ele.

## Persoane decorate
- Alexandr Korolev - general, vicepreședintele RMN
- Stanislav Hajeev - general, ministrul apărării
- Vladimir Antiufeev - general, ministrul securității naționale